# Zvi Sherf
Zvi Sherf, (nacido el 18 de diciembre de 1951 en Tel Aviv, Israel) es un entrenador de baloncesto israelí. 

## Trayectoria como entrenador (equipos)
| Temporada (s)                               | Club                    |         |
| ------------------------------------------- | ----------------------- | ------- |
| 1976/77, 1977/78                            | Maccabi Darom Tel Aviv  | Israel  |
| 1978/79, 1979/80                            | Beitar Jerusalén        | Israel  |
| 1981/82, 1982/83                            | Hapoel Ramat Gan        | Israel  |
| 1983/84, 1984/85, 1985/86, 1986/87          | Maccabi Tel Aviv        | Israel  |
| 1987/88                                     | Maccabi Elitzur Netanya | Israel  |
| 1988/89                                     | Maccabi Tel Aviv        | Israel  |
| 1989/90                                     | Maccabi Rishon LeZion   | Israel  |
| 1990/91, 1991/92                            | Maccabi Tel Aviv        | Israel  |
| 1992/93                                     | Hapoel Jerusalem        | Israel  |
| 1992/93*                                    | Aris Salónica BC        | Grecia  |
| 1993/94, 1994/95                            | Hapoel Tel Aviv         | Israel  |
| 1995/96                                     | CSP Limoges             | Francia |
| 1995/96*, 1996/97                           | Maccabi Tel Aviv        | Israel  |
| 1997/98, 1998/99                            | PAOK Salónica BC        | Grecia  |
| 1999/2000, 2000/01                          | Hapoel Jerusalem        | Israel  |
| 2001/02                                     | Śląsk Wrocław           | Polonia |
| 2001/02*                                    | Makedonikos BC          | Grecia  |
| 2002/03                                     | Hapoel Galil-Elyon      | Israel  |
| 2003/04*, 2004/05                           | Dinamo Moscú            | Rusia   |
| 2007/08*                                    | Maccabi Tel Aviv        | Israel  |
| 2009/10*                                    | Spartak San Petersburgo | Rusia   |
| * Denota nombramiento durante la temporada. |                         |         |

## Selección deIsrael
- Ha sido seleccionador de Israel en tres etapas distintas (1986-1987, 1993-1997 y 2005-2009), sin ningún éxito reseñable.

## Palmarés
- 10 Liga de Israel (1983/84, 1984/85, 1985/86, 1986/87, 1988/89, 1989/90, 1990/91, 1991/92, con el Maccabi Tel Aviv).
- 6 Copa de baloncesto de Israel (1984/85, 1985/86, 1986/87, 1988/89, 1989/90, 1990/91, con el Maccabi Tel Aviv).
- 1 Copa Saporta (antigua Recopa) (1992/93, con el Aris Salónica BC).
- 1 Copa de baloncesto de Rusia (2010–11, con el BC Spartak de San Petersburgo)